# Manuel Leiva
Manuel Leiva (Coronda, Virreinato del Río de la Plata, 1794 - Paraná, Argentina, 1879) fue un abogado y político argentino, de larga trayectoria opositora a Juan Manuel de Rosas, y miembro de la Convención que sancionó la constitución argentina de 1853.

## Inicios en Santa Fe
Era hijo de don Justo Leiva y doña Mercedes Cabral. Cursó estudios en la ciudad de Santa Fe, y más tarde en Córdoba, donde fue becario —inscripto como "vecino de Santa Fé"— del Real Seminario de Nuestra Señora de Loreto, al que ingresó el 23 de febrero de 1811 y donde fue condiscípulo de los hermanos Pío Isaac y Tadeo Acuña, José Manuel Bustos, los hermanos José María y Julián Paz, entre muchos otros. Egresó en el mes de marzo de 1814.
Concluidos sus estudios se estableció como comerciante en Santa Fe. Si bien no era abogado, sus estudios en Córdoba y la falta de los mismos en la ciudad lo llevó a ejercer como tal. En 1824 fue elegido diputado provincial, pero tras participar en una conspiración para derrocar al gobernador Estanislao López fue arrestado. Al recuperar la libertad se estableció en Paraná.
Fue secretario de la legislatura entrerriana, cuyo presidente era el joven Justo José de Urquiza, y escribió en defensa del federalismo contra de la constitución unitaria de 1826 en un periódico local.
Tras enzarzarse en la lucha civil entre los candidatos a gobernadores en Entre Ríos, regresó a Santa Fe. Allí fue secretario de la Convención Nacional, que pretendía hacer un nuevo intento de reunir un congreso federal. También firmó, en nombre de López, un tratado de paz con el gobernador cordobés José María Paz.
En septiembre de 1831, el gobernador Pedro Ferré lo nombró diputado por la provincia de Corrientes a la Comisión Representativa —o convención federal— de Santa Fe, formada por las provincias federales del litoral. Reemplazaba en ese puesto al mismo Ferré. Cuando la Liga Unitaria del Interior fue derrotada, a fines de ese año, se incorporaron al congreso los representantes de las provincias del interior, y se dispusieron a organizar el país. Pero la presión de Juan Manuel de Rosas, gobernador de la provincia de Buenos Aires, con el argumento —válido, pero también útil para enmascarar otras razones— de organizar primero las provincias y después el país, retrasó la discusión.
Molesto por el atraso, Leiva escribió varias cartas a los gobernadores, pidiéndoles apoyo para apresurar la sanción de una constitución. La más explícita y sincera de ellas cayó en manos de Rosas, y en ella decía que

"Buenos Aires es quien únicamente resistirá a la formación del Congreso, porque en la organización y arreglos que se meditan, perderá el manejo de nuestro tesoro, con que nos ha hecho la guerra, y se cortará el comercio de estrangería, que es el que más le produce; pero por esas mismas razones, los provincianos debemos trabajar en sentido contrario a ellos, para que nuestro tesoro nos pertenezca, y para oponer trabas a ese comercio que... nos ha reducido a una miseria espantosa"

Rosas exigió explicaciones a Ferré por la conducta de Leiva, al que acusaba de "ideas anárquicas". Pero Ferré respaldó a su enviado y recordó a Rosas que el país estaba en perfectas condiciones de iniciar la organización constitucional. La discusión fue la excusa que utilizó Rosas para retirar los representantes porteños de la convención de Santa Fe, y pronto su ejemplo fue imitado por otras provincias, desorientadas en medio de la marejada de acusaciones entre Ferré y el caudillo porteño. El congreso desapareció, retrasando la oportunidad de organizar constitucionalmente la Argentina por otros veinte años.
Leiva se estableció en Rosario como comerciante y comandante militar de la ciudad. Más tarde fue secretario del ministro de López, Domingo Cullen.

## En Corrientes
En 1838 murió López, y fue sucedido por Domingo Cullen. Este había estado negociando con el almirante francés la suspensión del bloqueo francés al Río de la Plata en lo que concerniera a la provincia de Santa Fe, a cambio de retirar a Rosas el mando nacional que, informalmente, este ejercía. Envió a Leiva a Corrientes, para firmar con el gobernador Genaro Berón de Astrada una alianza en el mismo sentido, y lo convenció de la oposición de Rosas a la organización nacional, y de que era necesario desplazar a Pascual Echagüe en Entre Ríos.
Mientras tanto, Cullen había sido expulsado del gobierno por el hermano de Estanislao López, Juan Pablo López, protegido de Rosas. Poco después sería fusilado por orden de este. Leiva se quedó en Corrientes, donde Berón declaró la guerra al entrerriano Echagüe, que invadió Corrientes y destrozó su ejército en la batalla de Pago Largo. Berón y otros 2.000 correntinos pagaron con su vida la rebelión.
Leiva se refugió en Montevideo, de donde lo mandó llamar el gobernador Ferré para nombrarlo su ministro de hacienda y relaciones exteriores. Fue uno de sus más estrechos colaboradores y el redactor de buena parte de los documentos públicos de Ferré. Gestionó las alianzas con Juan Lavalle y Fructuoso Rivera, de tan desastrosas consecuencias y redactó la declaración de guerra a Rosas. Escribió en los periódicos correntinos, sosteniendo su ideología, basada en el federalismo, constitución, proteccionismo y nacionalización de los ingresos de la aduana. Las ideas de Leiva, Ferré y García de Cossio eran muy parecidas, y a menudo es difícil distinguir al autor de cada documento, ni de las iniciativas legislativas y políticas.
Acompañó al general Paz en su campaña a Entre Ríos, después de la batalla de Caaguazú, y fue su emisario para firmar un tratado de paz con Fructuoso Rivera. Y, tras la retirada de Paz, fue nombrado ministro del gobierno en el exilio de Juan Pablo López. Tras la derrota en la batalla de Arroyo Grande, regresó a Montevideo.
Volvió a Corrientes durante el gobierno de Joaquín Madariaga y escribió abundantemente en la prensa. Tras la derrota de 1847 terminó nuevamente exiliado en Montevideo. Dos años más tarde fue amparado por Urquiza en Entre Ríos, donde ejerció como juez. En 1851 apoyó el pronunciamiento de Urquiza contra Rosas.

## La Ansiada Constitución
Fue ministro del gobernador de Santa Fe, Domingo Crespo, y después de la batalla de Caseros se trasladó a Buenos Aires, donde ayudó a Urquiza a organizar la reunión de gobernadores que firmó el Acuerdo de San Nicolás. Firmó el Pacto en nombre del gobernador santiagueño Manuel Taboada.
Fue elegido diputado a la Convención Nacional Constituyente por su provincia natal y por la provincia de Catamarca, pero aconsejó a esta última nombrar en su lugar a Ferré. Era la obra por la que había luchado toda su vida, y fue vicepresidente del cuerpo y miembro de la comisión redactora.
Demasiado ansioso por lograr una constitución, dejó que José Benjamín Gorostiaga redactara el proyecto sin participar en el mismo; y se sintió profundamente decepcionado por el resultado final: era un texto importado por Juan Bautista Alberdi, mal copiado de la constitución de los Estados Unidos de América. No se obtenía la nacionalización de la aduana de Buenos Aires, ni decía nada sobre la protección de la industria local. De todos modos, votó favorablemente, ya que era mejor que nada.
Desde 1854 fue diputado y luego senador nacional, defendiendo todas las iniciativas del presidente Urquiza. Después de la batalla de Pavón fue de los primeros en firmar la muerte de la Confederación, siguiendo nuevamente al entrerriano, y fue ministro de gobierno en Entre Ríos.
Regresó a Santa Fe en 1866, donde se dedicó a apoyar sin críticas al gobernador liberal Nicasio Oroño. Tras la caída de este, tuvo un papel muy secundario en la política de la época de Simón de Iriondo.
Se retiró de toda actividad política poco después del asesinato de Urquiza, y murió en Paraná en agosto de 1879. Manuel Leiva había contraído matrimonio con María de los Ángeles Gregoria Basaldúa, nacida en Santa Fe el 2 de agosto de 1806, hija de don Alberto Basaldúa y doña Juana Sosa.